# Cars 2 (videogioco)
Cars 2 è un videogioco di corse del 2011, sviluppato da Avalanche Software e basato sul lungometraggio d'animazione Cars 2.

## Modalità di gioco
Possono gareggiare fino a 2 giocatori nel gioco (4 per le versioni Wii, Xbox 360 e PS3). I giocatori possono scegliere tra 35 diversi personaggi, di cui 10 sono disponibili fin da subito e 25 sono sbloccabili, anche se 12 di essi sono versioni alternative di alcuni personaggi. Nel gioco sono presenti 21 mappe da competizione, di cui 15 sono tracciati da corsa e 6 sono arene da battaglia.
Il gioco si suddivide in diverse modalità, quella principale ed un'altra chiamata missioni del C.H.R.O.M.E., la quale prevede il tutorial e diversi gruppi di eventi, dove alla fine di ognuno si otterranno dei Punti Spia, grazie ai quali si potranno sbloccare nuovi elementi di gioco. I punti saranno ottenibili anche giocando in Partita Libera, dove il giocatore avrà la possibilità di scegliere a suo piacimento fra vari tipi di gara.

## Sviluppo
Il gioco è stato annunciato all'E3 2011.

## Auto
- Saetta McQueen
- Cricchetto
- Sally Carrera
- Finn McMissile
- Holley Shiftwell
- Miles Axlerod
- Professor Zündapp
- Grem
- Acer
- Guido
- Luigi
- Sergente
- Fillmore
- Ramone
- Flo
- Carla Veloso
- Raoul Çaroule
- Shu Todoroki
- Nigel Gearsley
- Francesco Bernoulli
- Jeff Gorvette
- Lewis Hamilton (rimosso)
- Miguel Camino
- Max Schnell
- Chuki
- Daisu Tsashimi

## Accoglienza
La rivista Play Generation diede alla versione per PlayStation 3 un punteggio di 68/100, trovando le missioni e le corse molto semplici e divertenti, pensate per i più giovani ma decorose persino per giocatori navigati.